# 川口春馬
川口 春馬（かわぐち はるま、1944年3月8日 - ）は、日本の工学者。学位は工学博士。専門分野は、高分子化学、機能性高分子、高分子コロイド・界面化学、重合、バイオマテリアル。慶應義塾大学名誉教授。元繊維学会会長。
大塚保治研究室出身。COE採択リーダー・拠点リーダー（21世紀COEプログラム・化学・材料科学分野、ライフコンジュゲートケミストリー）。

## 経歴
- 1966年 慶應義塾大学工学部応用化学科卒業
- 1968年 同大学大学院修士課程工学研究科応用化学専攻修了、鐘紡入社
- 1969年 慶應義塾大学工学部助手
- 1973年 同大学大学院博士課程工学研究科応用化学専攻修了
- 1977年 慶應義塾大学工学部専任講師、工学博士（慶應義塾大学）[1]
- 1983年 慶應義塾大学理工学部助教授
- 1989年 同教授
- 2006年6月－2008年5月 繊維学会会長[2]
- 2008年5月－2010年6月 繊維学会会長[2]
- 2009年 神奈川大学工学部化学教室 教授
- 2014年 神奈川大学工学研究所 客員教授